# Diogmites tricolor
Diogmites tricolor är en tvåvingeart som först beskrevs av Luigi Bellardi 1861.  Diogmites tricolor ingår i släktet Diogmites och familjen rovflugor. Inga underarter finns listade i Catalogue of Life.